# Mitreni
Mitreni é uma comuna romena localizada no distrito de Călăraşi, na região de Muntênia. A comuna possui uma área de 51.18 km² e sua população era de 4387 habitantes segundo o censo de 2007.